# Bačva (Višnjan)
Pour les articles homonymes, voir Bačva.
Bačva (en italien : Mondellebotte) est une localité de Croatie située en Istrie, dans la municipalité de Višnjan, dans le comitat d'Istrie. En 2001, la localité comptait 21 habitants.

## Démographie
| 1948 | 1953 | 1961 | 1971 | 1981 | 1991 | 2001 |
| ---- | ---- | ---- | ---- | ---- | ---- | ---- |
| 34   | 36   | 32   | 18   | 22   | 17   | 21   |